# Markus Nilsen
Markus Nilsen (* 27. April 1989) ist ein ehemaliger norwegischer Skirennläufer. Er war auf die Disziplin Riesenslalom spezialisiert.

## Biografie
Markus Nilsen gewann im April 2004 den Riesenslalom des Whistler Cups. Er bestritt im Dezember desselben Jahres seine ersten FIS-Rennen und feierte ein Jahr später den ersten Sieg. Nach weiteren Siegen und Podestplätzen debütierte er am 18. Januar 2007 im Europacup. Erste Punkte gewann er am 8. Februar 2008 mit Platz sechs im Riesenslalom von Jasná, zwei Wochen später erreichte er in Madesimo bereits den dritten Platz. Kurz darauf gewann er bei den Juniorenweltmeisterschaften 2008 im spanischen Formigal die Silbermedaille im Riesenslalom, hinter dem Österreicher Marcel Hirscher. Im Vorjahr hatte Nilsen bei den Juniorenweltmeisterschaften 2007 in Flachau als Vierter nur knapp die Medaillenränge verfehlt. Bei den Juniorenweltmeisterschaften 2009 in Garmisch-Partenkirchen blieb der Norweger ohne Resultat. Am ersten Wettkampftag kam er im Super-G schwer zu Sturz, worauf er im Rest des Winters pausieren musste.
Nachdem die Europacupsaison 2008/09 mit nur einem Top-10-Platz eher enttäuschend verlaufen war, fuhr Nilsen im Winter 2009/10 viermal unter die besten zehn, womit er Neunter in der Europacup-Riesenslalomwertung wurde. Im Weltcup war er erstmals am 8. März 2008 im Riesenslalom von Kranjska Gora am Start, blieb zunächst aber ohne Punkte. Nach drei Top-10-Resultaten im Europacup zu Beginn der Saison 2010/11 kam er am 19. Dezember 2010 auf der Gran Risa in Alta Badia erneut im Weltcup zum Einsatz. Er qualifizierte sich in diesem Riesenslalom für den zweiten Durchgang und gewann mit dem 29. Platz seine ersten und einzigen Weltcuppunkte. Im Europacup erreichte er am 28. Januar 2011 mit Platz zwei im Riesenslalom von Méribel seinen zweiten Podestplatz, womit er den fünften Rang in der Riesenslalom-Disziplinenwertung erzielte. Den ganzen Winter 2011/12 über blieb Nilsen weit entfernt davon, sich im Weltcup etablieren zu können. Nachdem er den Großteil der Saison 2012/13 verpasst hatte, trat er im März 2013 bei den norwegischen Meisterschaften das letzte Mal in Erscheinung.

## Erfolge

### Weltcup
- 1 Platzierung unter den besten 30

### Europacup
- Saison 2009/10: 9. Riesenslalomwertung
- Saison 2010/11: 5. Riesenslalomwertung
- 3 Podestplätze

### Juniorenweltmeisterschaften
- Altenmarkt/Flachau 2007: 4. Riesenslalom
- Formigal 2008: 2. Riesenslalom, 38. Abfahrt

### Weitere Erfolge
- Norwegischer Vizemeister im Riesenslalom 2007
- 1 Podestplatz im Nor-Am Cup
- 12 Siege in FIS-Rennen